# Brüsseler Zeitung
Brüsseler Zeitung var den tyske værnemagts avis i det besatte Belgien under 2. verdenskrig og som sådan underlagt den tyske general Alexander von Falkenhausen, der var chef for den militære forvaltning af Belgien og Nordfrankrig. Avisen var blot en ud af en lang række som blev udgivet i de forskellige besatte lande og fungerede som officielt tysk talerør under krigen. Avisen udkom i perioden 1. juli 1940 – 2. september 1944, dvs. umiddelbart inden byen blev befriet af Vestallierede styrker. Avisens chefredaktør var Heinrich Tötter.
Avisen må ikke forveksles med Deutsche-Brüsseler Zeitung, der udkom i 1847-1848 og var talerør for bl.a. Karl Marx.